# Spaventapasseri (DC Comics)
Lo Spaventapasseri (Scarecrow), il cui vero nome è Jonathan Crane, è un personaggio dei fumetti statunitensi creato da Bill Finger (testi) e Bob Kane (disegni) nel 1941, pubblicato dalla DC Comics. In Italia è noto anche come "Spauracchio".
È un supercriminale avversario di Batman, apparso per la prima volta sul n. 3 di World's Finest Comics vol. 1 (autunno 1941). In quegli anni il personaggio fece solo un'altra comparsa e fu ripreso nella continuity di Batman solo negli anni settanta.
Nelle sue apparizioni nei fumetti, Jonathan Crane è un brillante ex professore di psicologia diventato un capo criminale. Abusato e vittima di bullismo in gioventù, sviluppa un'ossessione per la paura e usa una sostanza allucinogena appositamente progettata, soprannominata "tossina della paura", per sfruttare le fobie della gente di Gotham City e del suo protettore Batman. In quanto autoproclamatosi "Maestro della Paura", i crimini dello Spaventapasseri non derivano da un comune desiderio di ricchezza o potere, ma da un piacere crudele nel terrorizzare gli innocenti per promuovere i suoi sadici esperimenti sulla manipolazione della paura. Il personaggio di solito indossa un suo vestito simbolico omonimo con una maschera di tela cucita.
Si è classificato al 58º posto nella classifica dei più grandi cattivi nella storia dei fumetti secondo IGN.

## Biografia
Jonathan Crane è stato abbandonato dai suoi genitori a una nonna religiosamente violenta e vittima di bullismo a scuola per la sua somiglianza con Ichabod Crane da La leggenda di Sleepy Hollow, che lo portò a diventare introverso, amareggiato e antisociale e scatenò la sua ossessione per la paura come arma contro gli altri. Durante il suo ultimo anno, Crane venne umiliato dal bullo della scuola Bo Griggs e rifiutato dalla cheerleader Sherry Squires. Si vendicò durante il ballo di fine anno indossando un costume da spaventapasseri e brandendo una pistola nel parcheggio della scuola; nel caos che ne seguì, Griggs ebbe un incidente d'auto, paralizzandosi e uccidendo Squires. 
L'ossessione di Crane per la paura lo ha portato a diventare uno psicologo, occupando un posto all'Arkham Asylum e conducendo esperimenti che inducono paura sui suoi pazienti. È stato anche professore di psicologia all'Università di Gotham, specializzato nello studio delle fobie. In qualità di professore universitario, Crane fece da mentore a un giovane Thomas Elliot. Perde il lavoro dopo aver sparato con una pistola in un'aula gremita, ferendo accidentalmente uno studente; si vendica uccidendo i professori responsabili del suo licenziamento e diventa un criminale in carriera.

### Golden Age
Nella sua prima apparizione, in World's Finest Comic n. 3, il primo crimine dello Spaventapasseri mostrato al pubblico coinvolse un uomo d'affari di nome Frank Kendrick che era stato denunciato da un vecchio socio, Paul Herold. Quando Herold rifiutò di cooperare nell'incontro e di ascoltare le sue domande, lo Spaventapasseri lo uccise e ottenne fama. Bruce Wayne, che era il proprietario e l'amministratore fiduciario dell'università, investigò nei panni di Batman e scoprì del comportamento insano di Crane e delle sue forzate dimissioni, portandolo a provare sospetto nei confronti del professore. Nella sua seconda apparizione, lo Spaventapasseri si avvicina al proprietario di un magazzino di nome Dodge proponendogli di svaligiare altri stabilimenti in modo da incrementare le sue vendite. Dopo che Batman e Robin scoprono del piano e interrogano Dodge, lo Spaventapasseri tenta di ucciderlo ma il dinamico duo riesce a catturarlo. Lo Spaventapasseri viene quindi mandato al Penitenziario di Gotham.
Due anni dopo in Detective Comics n. 73 lo Spaventapasseri fugge di prigione e forma una gang di criminali. Mentre combatte per tentare di rapinare un vecchio commerciante cinese Batman e Robin intervengono sconfiggendolo di nuovo e mandando lui e la sua gang in prigione. Lo Spaventapasseri non appare dal 1943 al 1955 ma viene rivelato che ha creato una tossina chimica allucinogena che può evocare le paure di chi la respira. Quando Batman tenta di intervenire lui respira la tossina e ha delle allucinazioni nelle quali tutti i suoi alleati e amici sono scomparsi. Sapendo di non poter sconfiggere Crane, Batman confida che una sua vecchia nemica, Catwoman, lo aiuti a sconfiggerlo e grazie al suo aiuto i due riescono a sconfiggere Crane. Cosa sia successo esattamente allo Spaventapasseri è sconosciuto a causa della rivelazione che l'universo di Golden Age era la Terra-2, parte del Multi-universo.

### Silver Age
Negli anni '60 della Silver Age dei fumetti, lo Spaventapasseri viene usato come uno dei maggiori antagonisti di Batman. Lui è un frequente membro della Injustice Gang. Ironicamente, nella versione di Terra-1, Crane ha una grande paura degli uccelli anche se ha come animale domestico una gazza. Inoltre ha anche un corvo che ha chiamato Nightmare.

### Post-Crisie versione della Modern Age
A seguito del crossover Crisi sulle Terre infinite, la storia delle origini di Crane viene rivelata nel romanzo grafico Batman/Scarecrow n. 1, parte della continuity di Batman:Anno 1. Nel romanzo Crane diventa ossessionato dalla paura e dalla vendetta dovuta agli atti di bullismo subiti durante l'infanzia e l'adolescenza a causa della sua corporatura smilza e della sua voglia di studiare. Lui commette il suo primo omicidio all'età di 18 anni brandendo un'arma da fuoco nel parcheggio della sua scuola superiore durante il ballo di fine anno. Vestito da spaventapasseri, Crane causa un grave incidente d'auto al bullo della scuola, Bo Griggs, e alla sua fidanzata, Sherry Squires, che lo aveva rifiutato facendo rimanere Griggs paralizzato e uccidendo Sherry. Dopo questo avvenimento, Crane scopre un grande piacere nello spaventare le persone letteralmente a morte. Tempo dopo lui diventa un professore all'Università di Gotham City e si specializza nella psicologia della paura. Qui lui non viene licenziato a causa dell'episodio dell'incidente ma a causa del fatto che ferisce un suo studente. Dopo di ciò, lui uccide i reggenti che lo hanno licenziato e inizia una carriera criminale. Si trasferisce poi all'Arkham Asylum e diventa uno psichiatra. Lì conduce diversi esperimenti sulla paura con i propri pazienti come cavie. Assume l'identità di "Spaventapasseri", nomignolo che i bulli gli davano sempre, come una parte della sua vendetta. Batman/Scarecrow n. 1 (2005), espande ulteriormente le origini dello Spaventapasseri. Le storie spiegano che Crane è un figlio illegittimo e soffre di abusi da parte di una fanatica religiosa: sua nonna. Il padre se ne va di casa ancor prima della sua nascita e sua madre non dimostra il minimo affetto per il figlio. Sviluppa subito il gusto per la paura e un'affinità per i corvi quando la nonna lo chiude in una chiesa in rovina piena di uccelli. La storia mostra anche Crane che uccide sua nonna e che viene a sapere della nascita di una bambina da sua madre facendolo sentire molto geloso e spiegando la ragione della sua freddezza. Durante una storia dell'arco narrativo di Batman Confidential Crane viene mostrato mentre lavora senza costume come psichiatra all'Arkham Asylum e mentre pianifica la restaurazione dell'Arkham si ritrova faccia a faccia con il criminale che diventerà Joker.
Nella saga di Knightfall lo Spaventapasseri è uno dei criminali a fuggire dall'Arkham Asylum dopo che Bane vi fa irruzione. Crane attacca prima uno degli uomini del Joker che gli dice che il suo capo è alla ricerca del commissario. Allora lo Spaventapasseri si allea con Joker, e i due prendono il sindaco in ostaggio. Con questo illustre prigioniero, scendono nelle fogne ma l'arrivo di Batman sconvolge i loro piani. Lo Spaventapasseri gli spruzza la sua tossina, certo di spaventarlo a morte, ma l'imprevista reazione rabbiosa del cavaliere oscuro lo fa scendere a più miti consigli. Terrorizzato, lo Spaventapasseri inonda le fogne, da cui Batman fugge con il sindaco, e così anche Crane e Joker. Più tardi, nel covo del clown e di Spaventapasseri, Joker colpisce selvaggiamente il complice con una sedia dopo che questo tenta di avvelenarlo. Alla fine è rimandato ad Arkham.
Nella saga Shadow of Bat, Spaventapasseri fugge di prigione e rapisce un piccolo gruppo di studenti per terrorizzare la città mentre si gode il caos. Tuttavia, il successore di Batman, Jean-Paul Valley e Anarky arrivano insieme e riescono a sconfiggere lo Spaventapasseri e a salvare i ragazzi.
Nelle storie scritte da Jeph Loeb, come Batman: Il lungo Halloween e Batman: Hush viene mostrato che Crane ha un'inclinazione a cantare filastrocche. Nella storia Batman: Nebbia porpora Crane viene mostrato mente canto una versione modificata di Ding, Dong, la strega è morta dal Mago di Oz. Crane subisce un maggiore cambiamento nella saga Come il corvo vola dove mentre lavora con il Pinguino viene trasformato in un mostro. Lo Spaventapasseri si trasforma nello "Spaventabestie" nei momenti di grande tensione o per difendersi.
Lo Spaventapasseri si riunisce poi alla Società segreta dei Supercattivi e prende parte all'assalto ai Segreti 6 ma viene colto in un'esplosione causata da Parademon. Viene visto più tardi in Villains United n. 1 vivo e vegeto. Viene anche visto in Detective Comic n. 820 come una parte di Dopo Anno Uno dove viene sconfitto da Batman e Robin. Recentemente lo Spaventapasseri ha deciso di non usare più il suo tipico gas della paura in quanto temeva che gli altri detenuti ad Arkham pensassero che lui fosse niente senza di loro. Invece di affidarsi alla sua formazione di psichiatra lui porta due carcerati al suicidio usando solo parole terrificando apparentemente tutti gli altri detenuti. Dopo aver manipolato le guardie per esser liberato, Crane compie una serie di omicidi terrorizzando Gotham senza usare i suoi espedienti. In Green Lantern (vol. 3) n. 27 dopo che Laira uccide Amon Sur, figlio del morto Abin Sur e un membro del Sinestro Corps il potere del suo anello giallo tenta di fare di Crane il suo successore all'Arkham Asylum a causa della sua maestria sulla paura, ma viene fermata dalle due Lanterne Verdi Hal Jordan e John Stewart. Sulla copertina di Justice League of America n. 13 lo Spaventapasseri viene mostrato come un membro dell'Injustice League.
Nella saga Batman: Battle for the Cowl lo Spaventapasseri viene reclutato da Maschera Nera per formare un gruppo di malvagi per conquistare Gotham City. Più tardi lui aiuta il boss criminale nel produrre una nuova droga chiamata "Brivido", cosa che attrae l'attenzione di Oracolo e Batgirl. Lo Spaventapasseri usa il suo gas della paura su Batgirl ma lei si dimostra abbastanza forte da resistere al suo effetto e viene ancora una volta sconfitto ed arrestato. Lo Spaventapasseri appare anche nella quarta edizione della saga La notte più profonda. La sua immunità alla paura (causata probabilmente dalla sua frequente esposizione al suo gas della paura) lo rende praticamente invincibile alle Lanterne Nere in procinto di invadere. Tuttavia, il suo corrente stato di coraggio ha un grande peso sulla sua sanità. Esasperato dalla lunga assenza di Batman, lui desidera sentire la paura esponendosi volontariamente all'armata in arrivo, sapendo che solo Batman lo avrebbe potuto spaventare. Lo Spaventapasseri è ora un membro del Sinestro Corps. Quando Ganthet crea duplicati dei sette anelli del corpo delle Lanterne Verdi, lo Spaventapasseri viene scelto dall'anello giallo a causa della sua abilità di infondere grande paura e diventa per un certo tempo membro dei Sinestro Corps. Viene inoltre scelto per essere il Sinestro del Settore-2814. Contento dal fatto di poter provare di nuovo la paura accetta di seguire gli ordini del Sinestro. Per un periodo svolge volentieri i compiti assegnati e aiuta anche contro le Lanterne Nere, attaccando personalmente Mano Nera. La sua gioia dura però poco, perché Lex Luthor, travolto dalla luce arancione dell'avidità, gli ruba l'anello giallo.
Qualche tempo dopo gli eventi di Nel giorno più splendente, lo Spaventapasseri inizia a rapire e uccidere gli universitari stagisti della LexCorp in modo da riottenere il suo anello. Quando Robin e Supergirl tentano di fermare i suoi piani lo Spaventapasseri rilascia una nuova tossina più potente in grado da avere effetto su un kriptoniano. La tossina fa vedere a Supergirl delle visioni della Lanterna Nera Reactron, ma alla fine riesce a resistere all'illusione e aiuta Robin a sconfiggere lo Spaventapasseri. Viene poi liberato da Arkham quando Deathstroke e i Titani vi fanno irruzione per catturare uno dei detenuti. Lo Spaventapasseri appare brevemente in Batman e Robin n. 25 dove tenta di ricoprire Gotham con il suo gas, fallendo miseramente

## Caratterizzazione

### Aspetto
Jonathan Crane, quando indossa i panni dell'antagonista di Batman, veste principalmente come un vero e proprio spaventapasseri. Nelle versioni animate, sopra la maschera (creata da un sacco di juta e da lui stesso cucita), indossa un cappello che alle volte copre i capelli di paglia. I pantaloni sono spesso rovinati per rendere meglio l'idea del personaggio ed hanno in genere dei colori tendenti al marrone.
Nel film Batman Begins Crane è uno psichiatra del manicomio di Arkham, che indossa la maschera da spaventapasseri solo quando fa i suoi esperimenti.
In Batman: Arkham Asylum lo Spaventapasseri ha un design diverso da quelli visti in precedenza negli altri media. La maschera sembra essere più che un elemento puramente estetico anche una maschera antigas per proteggerlo dalla sua stessa tossina. Inoltre Crane appare con più pelle scoperta del solito con il ventre e le braccia quasi completamente nude. Il tratto distintivo più importante però è un guanto con delle siringhe ispirato a quello di Freddy Krueger.
In Batman: Arkham Knight la sua maschera è fusa con la pelle a causa delle ferite provocate da Killer Croc nel primo gioco della saga. Oltre al naso assente e ad un occhio apparentemente cieco, Crane appare più massiccio rispetto a come era nel primo capitolo ed ha un abbigliamento più simile a quello che ci si potrebbe aspettare con una giacca lunga marrone ed il resto dei vestiti di marrone scuro. Inoltre indossa varie fialette con la sua tossina, guanti senza dita ed un supporto metallico per la gamba zoppa mantenendo anche il guanto con le siringhe ed il classico cappio alla gola.
Nella serie televisiva Gotham, Jonathan Crane non è uno psichiatra ma un paziente di Arkham. È mentalmente fragile e ha continue visioni di uno spaventapasseri demoniaco, che lo terrorizzano.
Nel gioco LEGO Batman, lo Spaventapasseri utilizza come mezzo di locomozione un vecchio aereo (che ricorda quello dei fratelli Wright) che gli consente di rilasciare più facilmente la sua tossina.

### Personalità
Crane, in quasi tutte le sue incarnazioni, è crudele, sadico, squilibrato e manipolatore sopra ogni cosa. Crane è ossessionato dalla paura e prova un piacere sadico nello spaventare le sue vittime, spesso letteralmente a morte, con la sua tossina della paura. Crane soffre anche di danni cerebrali dovuti all'esposizione prolungata alla sua stessa tossina che lo rende quasi incapace di avere paura di qualsiasi cosa, tranne Batman. Questo è problematico per lui, poiché è dipendente dalla paura e cerca compulsivamente scontri con Batman per alimentare la sua dipendenza. È anche noto per avere un senso dell'umorismo deformato, anche se non al livello di Maschera Nera o del Joker, poiché è noto per fare spesso provocazioni e battute relative all'uso della sua tossina della paura o al suo amore per il terrore degli altri. 
Lo stesso Crane è un'autorità in psicologia, avendo ottenuto una cattedra alla Gotham State University, ed è molto bravo a trovare le debolezze dell'avversario e usare le parole per influenzare le azioni degli altri. Sebbene usi spesso la tossina fobica e la sua malvagia saggezza e conoscenza per commettere i suoi crimini, è anche molto bravo nel combattimento corpo a corpo con la sua falce.
Al contrario di altri nemici di Batman più improntati allo stereotipo del gangster vero e proprio, Crane non commette i suoi crimini per arricchirsi ma piuttosto come una forma di ricerca per studiare gli effetti della paura sugli esseri umani (nonché per soddisfare i suoi desideri morbosi) usando gli abitanti di Gotham come cavie.
In Il Dio della Paura di Alan Grant, Spaventapasseri sviluppa un complesso divino che lo spinge a creare un enorme ologramma di se stesso che proietta contro il cielo, così da essere riconosciuto dai cittadini di Gotham letteralmente come il dio della paura.

### Competenze e abilità
Grande stratega e manipolatore, il genio di Crane lo etichetta come una delle menti criminali più astute, nonché il criminale più abile nell'immergersi nella psiche dei suoi avversari attraverso tattiche da incubo. Può comprendere rapidamente le paure dei suoi avversari e usarle contro di loro. Nonostante la sua storia criminale, è ancora riconosciuto come un abile psicologo. Crane è un libro di testo ambulante sui disturbi d'ansia e sulle sostanze psicoattive; è in grado di recitare il nome e la descrizione di quasi tutte le fobie conosciute. Ha persino condotto ricerche su come la paura sia la forza trainante della vita e sulla psicofisiologia delle fobie. È noto anche per avere una spaventosa capacità di manipolare la mente di chiunque con le sole parole, riuscendo una volta a spingere due uomini al suicidio, e usa questa intuizione per trovare i punti di pressione mentale delle persone e sfruttarli. Oltre alle sue avanzate conoscenze nel campo della psicologia, Crane esprime anche una passione per la letteratura, citando classici come La leggenda di Sleepy Hollow e Ulisse di Joyce, dimostrandosi un individuo molto colto e amante della poesia.
Ha anche competenza in biochimica e tossicologia, entrambe importanti per la sua invenzione più famigerata, la "tossina della paura", che ha atomizzato con sostanze chimiche miste, tra cui potenti secrezioni surrenali sintetiche e potenti allucinogeni che possono essere inalati o iniettati nel flusso sanguigno per amplificare la paura più oscura della vittima in un'allucinazione terrificante. La sua potenza è aumentata nel corso degli anni; in alcune storie, è descritta come in grado di provocare attacchi cardiaci indotti dal terrore quasi istantanei, lasciando la vittima in una psicosi permanente di paura cronica. E' abbastanza potente da influenzare persino Superman; in una storia, mescolò la tossina con la kryptonite per indebolire e terrorizzare contemporaneamente l'Uomo d'Acciaio. Per instillare la sua tossina, usa spesso uno spruzzatore portatile a forma di teschio. Tuttavia, la tossina non funziona su Joker e Poison Ivy, che ne sono immuni.
Nonostante la sua corporatura magra, Crane non è da sottovalutare in uno scontro corpo a corpo: è un abile artista marziale che usa le sue lunghe braccia e gambe nel suo personale stile di combattimento noto come "danza violenta", sviluppato durante il suo addestramento nello stile di Kung Fu della Gru Bianca, per il quale lo Spaventapasseri a volte brandisce attrezzi agricoli come un forcone o una falce.

## Altri media

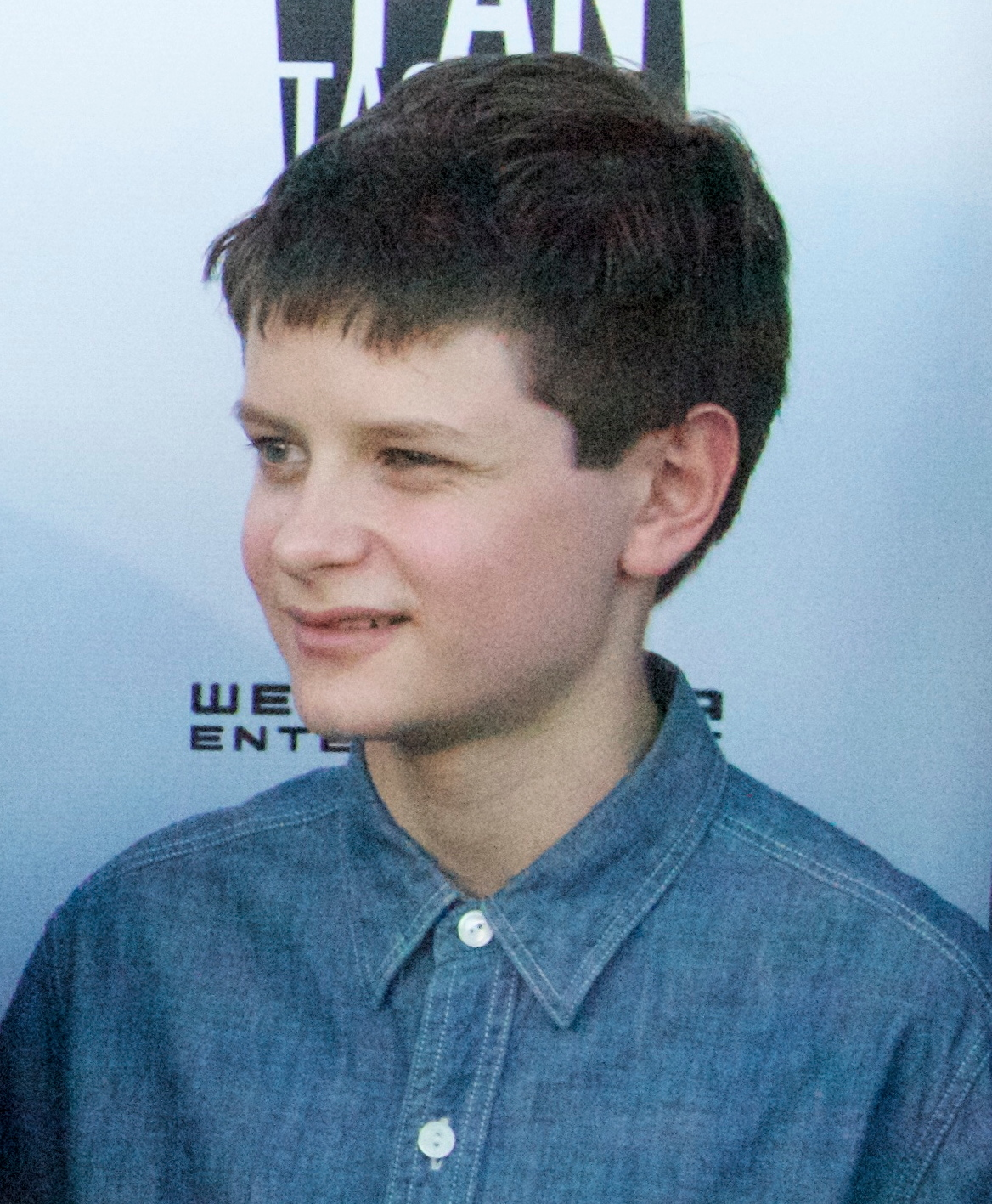
Charlie Tahan, interprete di Jonathan Crane nella serie televisiva Gotham.

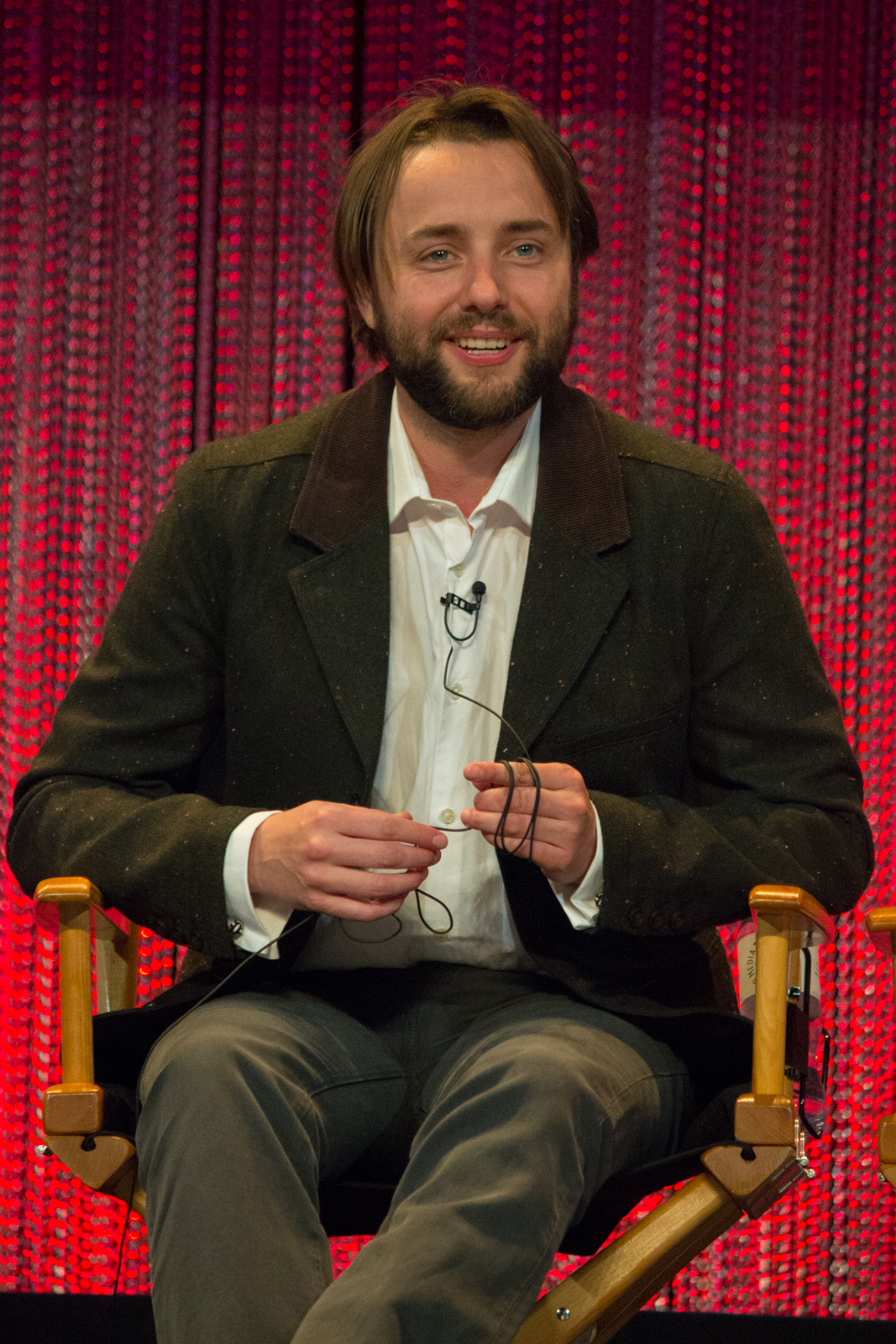
Vincent Kartheiser, interprete dello Spaventapasseri nella serie televisiva Titans.

### Televisione
- Il personaggio compare in due serie del DC Animated Universe: nella serie animata Batman, doppiato in italiano da Ivo De Palma nella sua prima apparizione nell'episodio Niente da temere (ma anche da Claudio Moneta) e nella seconda serie (Batman - Cavaliere della notte) con un nuovo abbigliamento nell'episodio Il grande coraggio di Tim con la voce italiana di Aldo Stella. Nella versione italiana il suo nome viene tradotto in Spauracchio.
- Lo Spaventapasseri compare anche nella serie uscita nel 2008 Batman: The Brave and the Bold, ispirata all'omonimo fumetto della DC Comics. Viene doppiato nella lingua originale, da Dee Bradley Baker.
- Lo Spaventapasseri compare anche nella serie animata Batman Unlimited.
- Jonathan Crane compare nella serie televisiva Gotham, interpretato da Charlie Tahan (nella prima stagione e alcuni episodi della quarta) e da David W. Thompson (dalla seconda metà della quarta stagione).[14] Viene introdotto per la prima volta nell'episodio Paura Profonda; è un giovane ragazzo che vive con il padre Gerald Crane, il quale è ossessionato dall'idea di creare un siero che sconfigga la paura, in quanto tormentato dai sensi di colpa per non aver salvato la moglie in un incendio perché troppo spaventato. Pertanto, con l'aiuto di Jonathan, Crane inizia ad uccidere diverse persone con le loro peggiori paure, estraendo le loro ghiandole surrenali e creando un siero che poi inietta al figlio. I poliziotti Jim Gordon e Harvey Bullock intervengono in tempo per uccidere Gerald e salvare il ragazzo, ma la sua psiche ne risulta devastata: la tossina lo lascia in una perenne condizione di assoluto terrore, avendo allucinazioni sulla sua peggiore paura, ossia gli spaventapasseri. Riappare, successivamente, nella quarta stagione; si scopre che è ricoverato all'Arkham Asylum, sempre tormentato dalle sue visioni. Un gruppo di criminali lo rapisce e obbliga a ricreare il siero del padre per poter conquistare Gotham; dopo essere stato rinchiuso in una stanza con un vero spaventapasseri, Jonathan abbraccia la sua paura e decide di fondersi con essa, assumendo l'identità dello Spaventapasseri. Dopo essere scappato, torna all'Arkham Asylum e prende possesso dell'edificio, ma viene fermato e messo in fuga da Gordon. In seguito si allea con Jerome Valeska e Jervis Tetch per far cadere Gotham in preda alla follia; è inoltre il creatore della famigerata tossina con il quale viene fatto impazzire Jeremiah Valeska. Dopo la morte di Jerome, aiuta Jeremiah nel suo piano di far impazzire Bruce Wayne, sottoponendolo alla sua tossina, ma viene sconfitto da Selina Kyle. Quando Gotham diventa Terra di Nessuno, rivendica una parte dei territori.
- Nella serie animata Harley Quinn, Spaventapasseri è uno dei principali antagonisti della prima stagione, assieme al Joker. È un membro della Legione del Destino, il suo costume, al di fuori dell'assenza di un cappello di paglia, non differisce dal suo aspetto classico ed è caratterizzato da un forte e tranquillo accento inglese. Verso la fine della stagione, rapisce Poison Ivy e usa il suo DNA per poterlo fondere al suo gas della paura e creare un esercito di mostri alberi, permettendo al Joker di distruggere la base della Legione e conquistare Gotham. Viene poi ucciso dal suo alleato quando, furioso che Spaventapasseri aveva smascherato Batman davanti a lui (rovinando il mistero tra i due), lo bagna con il suo acido. È doppiato da Rahul Kohli.
- Lo Spaventapasseri appare come antagonista principale nella terza stagione della serie televisiva Titans, interpretato da Vincent Kartheiser.

### Cinema

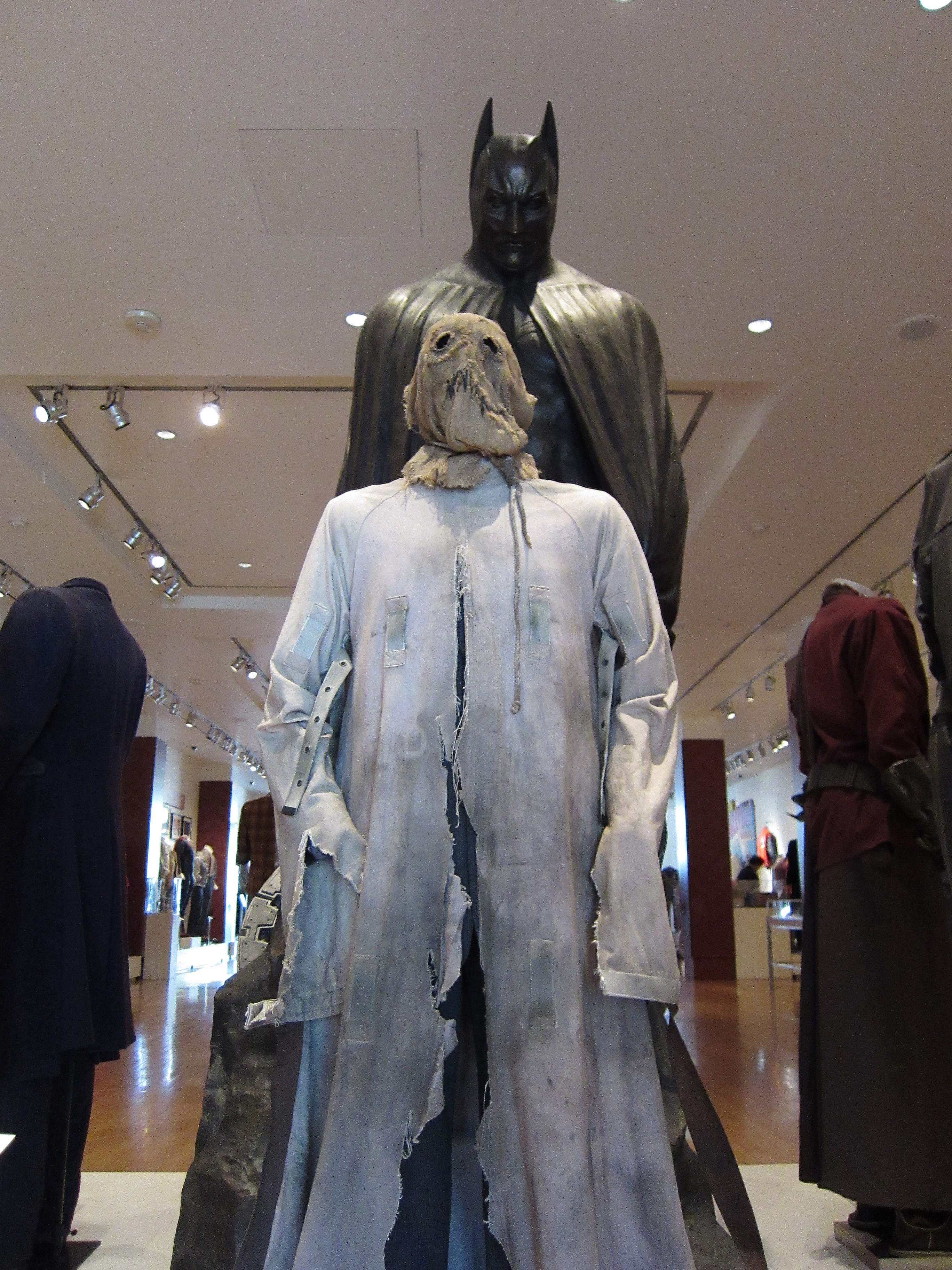
Maschera e costume di scena dello Spaventapasseri per il film Batman Begins

Jonathan Crane / Spaventapasseri è interpretato da Cillian Murphy nella trilogia del cavaliere oscuro di Christopher Nolan, ed è l'unico cattivo ad apparire in tutti e tre i film. Questa versione del personaggio indossa un sacco di iuta con un rebreather incorporato che funge anche da maschera antigas per i suoi esperimenti sulla paura. Murphy ha spiegato che la maschera relativamente semplice, al contrario del costume completo da spaventapasseri visto nei fumetti, è stata utilizzata perché "voleva che lo Spaventapasseri evitasse l'aspetto di Worzel Gummidge, perché non è un uomo molto imponente dal punto di vista fisico: è più interessato alla manipolazione della mente e cosa può fare".
- In Batman Begins (2005), il dottor Crane è l'antagonista secondario e uno psicofarmacologo corrotto che lavora come amministratore capo all'Arkham Asylum. Ha segretamente creato un allucinogeno che induce paura e complotta con Ra's al Ghul per contrabbandare la tossina a Gotham attraverso i contatti del boss mafioso Carmine Falcone; in cambio, Crane testimonia in tribunale che tutti gli uomini arrestati di Falcone sono legalmente pazzi e vengono trasferiti ad Arkham sotto la sua cura. Quando Falcone tenta di ricattarlo dopo il suo arresto, Crane indossa la sua maschera e cosparge Falcone con la sua tossina fobica, facendolo impazzire. Durante il primo incontro di Crane con Batman, spruzza il vigilante con il suo gas della paura e gli dà fuoco, anche se Batman riesce a scappare per un pelo. Con l'aiuto di Lucius Fox, Batman sviluppa un antidoto alla droga di Crane. All'Arkham Asylum, Crane espone l'assistente procuratore distrettuale Rachel Dawes alla sua tossina quando le sue operazioni illegali vengono scoperte. Batman arriva e dà a Crane una dose della sua stessa tossina, dopodiché viene ricoverato ad Arkham. Crane fugge durante il rilascio di massa dei detenuti del manicomio come parte del complotto di Ra's per far precipitare Gotham nella paura. Ora che si fa chiamare "Spaventapasseri", Crane insegue Rachel e un bambino su un cavallo della polizia. Dopo che Rachel ha folgorato lo Spaventapasseri con un taser, lui scompare nella notte.
- In Il cavaliere oscuro (2008), un affare di droga in un parcheggio tra la banda di Spaventapasseri e altri boss della mala viene interrotto da un gruppo di impostori vestiti da Batman. Lo Spaventapasseri tenta di scappare ma il vero Batman arriva e riesce ad arrestarlo.
- In Il cavaliere oscuro - Il ritorno (2012), Crane viene rilasciato insieme agli altri prigionieri del penitenziario di Blackgate quando Bane prende il controllo di Gotham. Una volta liberato, Crane presiede un processo farsa in cui i cittadini più ricchi possono scegliere tra la morte e l'esilio (una prova di sopravvivenza sul fiume ghiacciato).[15]

#### Film d'animazione
- Lo Spaventapasseri appare come uno degli antagonisti principali nel film d'animazione Batman - Il cavaliere di Gotham.
- Lo Spaventapasseri appare come antagonista secondario nel film d'animazione crossover Happy Halloween, Scooby-Doo!.
- Lo Spaventapasseri appare anche nei film d'animazione Batman: Assault on Arkham, Batman Unlimited: L'alleanza dei mostri, LEGO DC Comics Super Heroes: Justice League - Gotham City Breakout, LEGO Batman - Il film, Scooby-Doo! e Batman - Il caso irrisolto, Batman vs. Teenage Mutant Ninja Turtles, Batman: Hush e Batman: Il lungo Halloween.

### Videogiochi
Lo Spaventapasseri appare nei seguenti videogiochi:
- Nel 2005 lo Spaventapasseri esce nel gioco tie-in Batman Begins, creato da Eurocom, che è il fedele adattamento dell'omonimo film. Lo Spaventapasseri indossa le stesse vesti dell'attore Cillian Murphy ed è doppiato in italiano dalla stessa persona: Simone D'Andrea.
- È tra i nemici di Batman in Batman: The Brave and the Bold uscito nel 2010 e creato da sviluppato da WayForward Technologies, che si ispira alla serie animata Batman: The Brave and the Bold realizzata tra il 2008 e il 2011, a sua volta parzialmente basata sull'omonimo fumetto
- Compare anche in DC Universe Online, gioco pubblicato nel 2011 e sviluppato da Sony Online Austin. Lui è tra i tanti personaggi non giocabili del gioco.[17][18]
- In Injustice: Gods Among Us, uscito nel 2013 e sviluppato da NetherRealm Studios, lo Spaventapasseri è tra i personaggi non giocabili e che appaiono come cameo negli stage, nei finali o nelle super mosse degli eroi selezionabili.
- Nel sequel Injustice 2 diventa un personaggio giocabile e fa parte della Società di Gorilla Grodd.
- È uno dei cattivi principali nel videogioco LEGO Batman: Il videogioco sviluppato da Traveller's Tales ed uscito nel 2008.
- Fa ritorno anche nel seguito di LEGO Batman, LEGO Batman 2: DC Super Heroes uscito nel 2012 e prodotto sempre da Traveller's Tales.
- Nel 2014 esce il terzo capitolo di LEGO Batman, LEGO Batman 3: Gotham e oltre sviluppato da Traveller's Tales e Feral Interactive.
- Nel videogioco uscito nel 2009 Batman: Arkham Asylum prodotto da Rocksteady Studios e primo della serie Batman: Arkham è tra i supercriminali liberati dal Joker, dopo che quest'ultimo ha preso il controllo del manicomio. Colpisce Batman con il suo gas, trasportandolo in un mondo irreale di cui Crane è il padrone.
- In Batman: Arkham Knight, videogioco del 2015 che chiude la serie di Batman: Arkham, lo Spaventapasseri fa il suo ritorno ufficiale e ricopre il ruolo del nemico principale, alleandosi con i vari supercriminali per annientare definitivamente Gotham e Batman.